# Gianfranco Plenizio
Gianfranco Plenizio (San Lorenzo di Sedegliano, 10 gennaio 1941 – Roma, 7 febbraio 2017) è stato un compositore, pianista e direttore d'orchestra italiano.
Ha scritto libri e saggi di contenuto musicologico e di altri argomenti.

## Biografia
Studiò il pianoforte e la composizione con Enrico De Angelis Valentini, la direzione d'orchestra con Franco Ferrara e Zoltán Peskó. Fondamentali per la sua formazione sono state le frequentazioni di Luigi Dallapiccola, Bruno Maderna, Hermann Scherchen e Gillo Dorfles, suo professore di estetica all'Università di Trieste.
Dopo aver iniziato la sua attività come direttore di opere liriche, si è dedicato alla musica per film collaborando, nelle due vesti di compositore e direttore d'orchestra, con prestigiosi cineasti fra cui Pietro Germi, Billy Wilder, Renato Castellani, Franco Rosi, Elio Petri, Mario Monicelli, Luigi Comencini, Dino Risi, Ettore Scola, Ermanno Olmi e Federico Fellini - per cui ha composto le musiche per il film "E la nave va".
Nel frattempo ha continuato la sua attività concertistica, sia come pianista che come direttore. È stato direttore artistico del festival di musica contemporanea "Incontri Musicali Romani". Da quasi trent'anni si occupa del disprezzato repertorio della romanza da camera italiana, e ha raccolto un archivio contenente circa 20.000 brani vocali.
Nel 1985 gli è stato attribuito il premio SIAE - Anno internazionale della musica. Nel 2004 il Premio nazionale artisti dello spettacolo.

## Cinema e teatro
Ha scritto diverse musiche per il teatro, ma la sua produzione principale è stata la musica per film. Ha composto le musiche per una trentina di film e ha diretto l'orchestra in più di 250.

## Filmografia essenziale

### Direzione d'orchestra
- Dio perdona... io no!, regia di Giuseppe Colizzi (1967)
- Un tranquillo posto di campagna, regia di Elio Petri (1968)
- La collina degli stivali, regia di Giuseppe Colizzi (1969)
- L’alibi, regia di Vittorio Gassmann (1969)
- Nell'anno del Signore, regia di Luigi Magni (1969)
- Gott mit uns (Dio è con noi), regia di Giuliano Montaldo (1969)
- Brancaleone alle crociate, regia di Mario Monicelli (1970)
- Il prete sposato, regia di Marco Vicario (1970)
- La moglie del prete, regia di Dino Risi (1970)
- Lettera aperta a un giornale della sera, regia di Francesco Maselli (1970)
- Venga a prendere il caffè... da noi, regia di Alberto Lattuada (1970)
- Dramma della gelosia - Tutti i particolari in cronaca, regia di Ettore Scola (1970)
- Noi donne siamo fatte così, regia di Dino Risi (1971)
- Lo chiamavano trinità, regia di Enzo Barboni (1971)
- La Betìa ovvero in amore, per ogni gaudenza, ci vuole sofferenza, regia di Gianfranco De Bosio (1971)
- ...continuavano a chiamarlo Trinità, regia di Enzo Barboni (1971)
- Nel nome del padre, regia di Marco Bellocchio (1971)
- Che cosa è successo tra mio padre e tua madre? (Avanti!), regia di Billy Wilder (1972)
- Alfredo Alfredo, regia di Pietro Germi (1972)
- Sbatti il mostro in prima pagina, regia di Marco Bellocchio (1972)
- Il richiamo della foresta, regia di Ken Annakin (1972)
- Le avventure di Pinocchio, regia di Luigi Comencini (1972 - TV)
- La Tosca, regia di Luigi Magni (1973)
- Zanna bianca, regia di Lucio Fulci (1973)
- Rugantino, regia di Pasquale Festa Campanile (1973)
- Piedone lo sbirro, regia di Steno (1973)
- ...altrimenti ci arrabbiamo!, regia di Marcello Fondato (1974)
- Mio Dio, come sono caduta in basso!, regia di Luigi Comencini (1974)
- Il sospetto, regia di Francesco Maselli (1975)
- Zorro, regia di Duccio Tessari (1975)
- Amici miei, regia di Mario Monicelli (1975)
- Safari Express, regia di Duccio Tessari (1976)
- Marcia trionfale, regia di Marco Bellocchio (1976)
- Il corsaro nero, regia di Sergio Sollima (1976)
- Il signor Robinson, mostruosa storia d'amore e d'avventure, regia di Sergio Corbucci (1976)
- Un borghese piccolo piccolo, regia di Mario Monicelli (1977)
- Tre simpatiche carogne, regia di Francis Girod (1977)
- Tre tigri contro tre tigri, regia di Sergio Corbucci, Steno (1977)
- Charleston, regia di Marcello Fondato (1977)
- Piedone l'africano, regia di Steno (1978)
- Cristo si è fermato a Eboli, regia di Francesco Rosi (1979)
- La città delle donne, regia di Federico Fellini (1980)
- Café Express, regia di Nanni Loy (1980)
- Sogni d’oro, regia di Nanni Moretti (1981)
- Il mondo nuovo, regia di Ettore Scola (1981)
- Tre fratelli, regia di Francesco Rosi (1981)
- Verdi, regia di Renato Castellani (1982 - TV)
- Storia d'amore, regia di Francesco Maselli (1986)
- Opera, regia di Dario Argento (1987) (consulenza musicale)
- Doppia personalità, regia di Brian De Palma (1992)
- Colpo di coda, regia di José María Sánchez (1992) (TV)
- Trauma, regia di Dario Argento (1993)
- Una notte per decidere (Up at the Villa), regia di Philip Haas (2000)
- Semana Santa, regia di Pepe Danquart (2002)
- La finestra di fronte, regia di Ferzan Özpetek (2002)
- Il cane e il suo generale, regia di Francis Nielsen (2003)
- Cantando dietro i paraventi, regia di Ermanno Olmi (2003)
- Cuore sacro, regia di Ferzan Özpetek (2005)

### Composizione musicale e direzione d'orchestra
- Giarrettiera colt, regia di Gian Rocco (1967) con Giovanni Fusco
- La battaglia del Sinai, regia di Maurizio Lucidi (1968)
- Violentata sulla sabbia, regia di Renzo Cerrato (1971)
- Bella di giorno, moglie di notte, regia di Nello Rossati (1971)
- La salamandra del deserto, regia di Riccardo Freda (1971)
- No, sono vergine!, regia di Cesare Mancini (1971)
- La gatta in calore, regia di Nello Rossati (1972)
- Le notti peccaminose di Pietro l'Aretino, regia di Manlio Scarpelli (1972)
- I leoni di Pietroburgo, regia di Mario Siciliano (1972)
- Buona parte di Paolina, regia di Nello Rossati (1973)
- Ah sì?... E io lo dico a Zzzorro!, regia di Franco Lo Cascio (1975)
- L'educanda, regia di Franco Lo Cascio (1975)
- L'infermiera, regia di Nello Rossati (1975)
- Liberi armati pericolosi, regia di Romolo Guerrieri (1976) - in collaborazione con Enrico Pieranunzi
- Milano violenta, regia di Mario Caiano (1976)
- Temporale Rosy, regia di Mario Monicelli (1979)
- Una donna di notte, regia di Nello Rossati (1979)
- Io zombo, tu zombi, lei zomba, regia di Nello Rossati (1979)
- Masoch, regia di Franco Brogi Taviani (1980)
- Spaghetti House, regia di Giulio Paradisi (1982)
- E la nave va, regia di Federico Fellini (1983)
- L'uomo della guerra possibile (Una notte di pioggia), regia di Romeo Costantini (1986)
- I figli non si toccano, regia di Nello Rossati (1987)
- Django 2 - Il grande ritorno, regia di Nello Rossati (1987)
- L’isola del tesoro, regia di Renato Castellani, Antonio Margheriti (1989 - TV)
- 18000 giorni fa, regia di Gabriella Gabrielli (1994)
- Faust, regia di Friedrich Wilhelm Murnau (1926/1994)

## Composizioni
Oltre alle musiche per film, Plenizio è autore di varie altre composizioni.

### Catalogo di composizioni
Musica corale
- Messe scelte per contralto, tenore, basso e organo, Udine, Pizzicato, 1992
- Beyond the Skyes Edizioni Nuova Fonit Cetra

Musica sinfonica
- Drak Variations per grande orchestra, Edizioni Nuova Fonit Cetra
- Images de la nuit americaine suite per orchestra
- Murfaust suite per 22 archi solisti e pianoforte

Musica da camera
- Suite africana per due flauti e pianoforte, Udine, Pizzicato, 1991
- Die Stadtmusikanten per due violini e contrabbasso, Udine, Pizzicato, 1996
- Robot Requiem. Four mechanical epithaphs for string quartet, Roma, Edizioni Cam

Musica vocale da camera
- 8 composizioni su testi di poeti friulani, Udine, Pizzicato, 2010
- Tre cjantis dal vin su testi friulani di Elio Bartolini e Amedeo Giacomini (Bevint di Elio Bartolini; Schers di Amedeo Giacomini; Lusignis d'avost di Amedeo Giacomini)
- Cinque Canti su testi di poeti friulani (Ai pez di Leonardo Zanier; Cjasis e cîl di Aurelio Cantoni; Al plûf di Otmar Muzzolini; Frut di viarte di Dino Virgili; Un got di vin bon di Enos Costantini)

Musica per pianoforte
- Canti della lunga schiera
- Deux portraits fin de siècle (L'amoureuse; L'indifférent)
- Due Schizzi caratteristici per pianoforte da salon (Sera nell'agro romano; Pastori degli altipiani)
- La fanciulla col chepì - Variazioni su un tema fantasma nello stile protoromantico Udine, Pizzicato, 2010

Musica per fisarmonica
- Wolmer

## Dischi
Oltre ai numerosissimi CD tratti dalle colonne sonore da lui dirette, ha inciso anche parecchi dischi riferentesi alle sue ricerche sulla vocalità cameristica italiana e internazionale, assumendosi la direzione artistica e la parte pianistica.
- Natale (con la collaborazione di Imago Musica)
- Ave Maria (3 CD - Spiritualità nei grandi della musica - in collaborazione con Imago Musica)
- Deep River. Spiritual songs (soprano Irene Oliver)
- Musiche proibite (antologia della romanza da salotto - con la collaborazione dei soprani Elizabeth Norberg-Schulz, Valeria Esposito, Bruna Tredicine; del mezzosoprano Sonia Ganassi; del tenore Roberto Aronica e del baritono Roberto Abbondanza)

## Libri
Oltre a numerosi saggi presentati a convegni musicologici, Plenizio ha scritto:
- Musica per film. Profilo di un mestiere (ediz. Guida, Napoli, 2006, pp. 128)
- Lo core sperduto. La tradizione musicale napoletana e la canzone. (ediz. Guida, Napoli, 2010, pp. 331)
- Bizzarrie Musicali. Incidenti e accidenti della musica, pp. IV+124, coll. "I racconti della Musica", 26, Zecchini Editore, 2014.

Appassionato di sigari avana Plenizio ha pubblicato due libri sull'argomento (editore Mursia, Milano)
- Avana nel corazon (1998)
- Puro habano. Dialoghi puristi (2005)